# Axelrod quartet
Pour les articles homonymes, voir Axelrod.

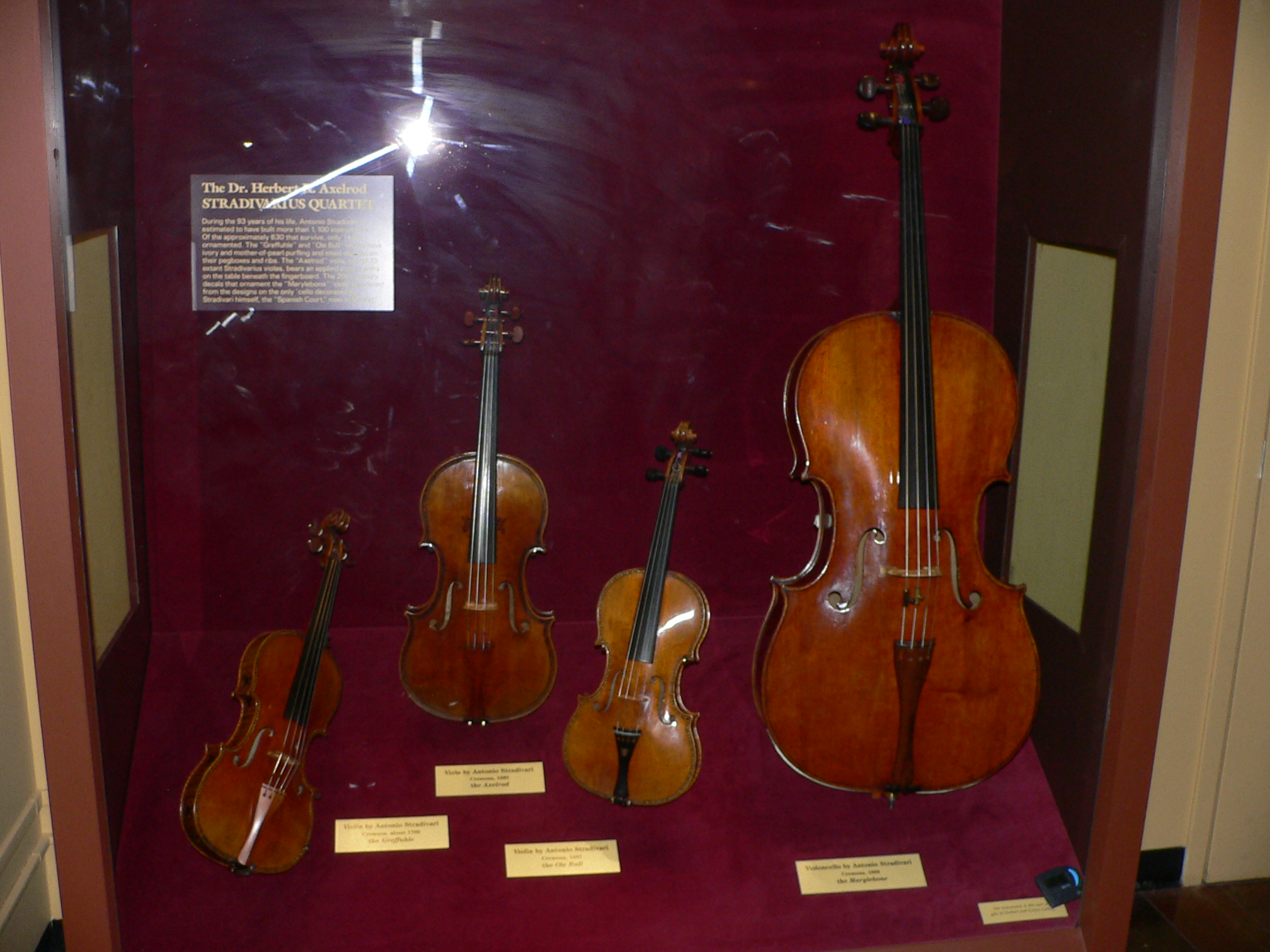
Le quatuor Axelrod, dans la vitrine du Smithsonian Institution Musée national d'histoire américaine. De gauche à droite : violon Greffuhle (1709), alto Axelrod (1696), violon Ole Bull (1677), et violoncelle Marylebone (1688).

Le Axelrod quartet (quatuor Axelrod) est un ensemble de quatre instruments de Stradivarius rassemblés par Herbert R. Axelrod. La collection est constituée du violon Greffuhle (en), de l'alto Axelrod, du violon Ole Bull et du violoncelle Marylebone.
En 1998, Axelrod a donné l'ensemble au musée Smithsonian Institution. Leur valeur à l'époque a été estimée à 50 millions de dollars.
Le quatuor Axelrod est occasionnellement utilisé en concert. Le Servais, qui fait également partie des collections du Smithsonian, est parfois ajouté pour former un quintette. 